# کالین ناتلی
کالین ناتلی (انگلیسی: Colin Nutley؛ زادهٔ ۲۸ فوریهٔ ۱۹۴۴) کارگردان فیلم اهل بریتانیا است.
از فیلم‌هایی که وی در آن‌ها نقش داشته است، می‌توان به زیر خورشید، مراقب احمق‌ها باش و آخرین رقص اشاره نمود.